# 十八里堡乡
十八里堡乡，是中华人民共和国甘肃省武威市古浪县下辖的一个乡镇级行政单位。

## 行政区划
十八里堡乡下辖以下地区：
十八里堡村、东庙儿沟村、赵家庄村、曹家台村、黄泥岗村、中团村、铁柜村和孟家窝铺村。